# 哈珀縣 (奧克拉荷馬州)
哈珀縣（英語：Harper County）是美國奧克拉荷馬州西北部的一個縣，北鄰堪薩斯州。面積2,696平方公里。根据美國2000年人口普查，共有人口3,562人。縣治布法羅（Buffalo）。
成立於1907年7月16日。縣名紀念制憲會議秘書奧斯卡·G·哈珀。